# TGV La Poste

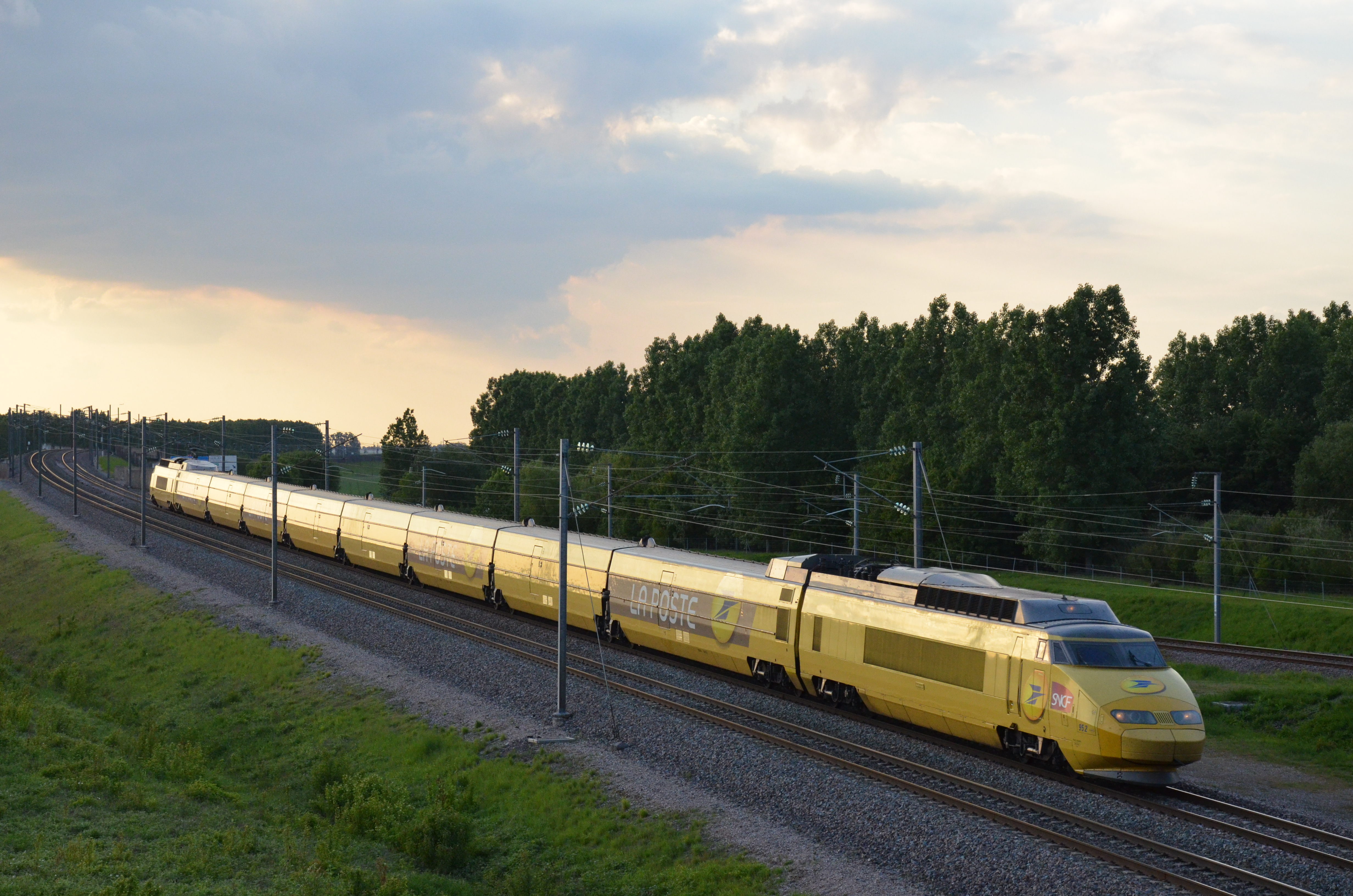
TGV La Poste

TGV La Poste – zespoły trakcyjne zamówione przez La Poste, pocztę francuską, w liczbie 5 jednostek, które weszły do eksploatacji 1 października 1984. Jednostki TGV La Poste wykonane są jako składy połówkowe: jedna głowica napędowa i 4 wagony doczepne, z których końcowy wyposażono w odpowiedni wózek. Technicznie nie różnią się one od normalnych pociągów, nie mają jednak okien, a drzwi oraz wnętrze wagonów są dostosowane do przewozu poczty. Pomalowane zostały na typowy dla wagonów pocztowych jasnożółty kolor. Do floty pięciu składów TGV La Poste, w 1994 dołączyły też dwa kolejne, w wyniku przerobienia TGV PSE 38 na dwie połówki. Flota TGV La Poste liczy więc sobie 7 jednostek o numerach 923001-923007, z czego dwie ostatnie pochodzą od składu TGV PSE 38. Jednostki mają zainstalowany system sygnalizacji kabinowej TVM430, a ich prędkość maksymalna wynosi 270 km/h. Jeden pociąg może przewieźć 61 ton poczty.